# Magyar Botanikai Lapok
Magyar Botanikai Lapok (abreviado Magyar Bot. Lapok) fue una revista ilustrada con descripciones botánicas que fue editada en Hungría. Se publicaron 33 números en los años 1902-1934.